# Walter Serner

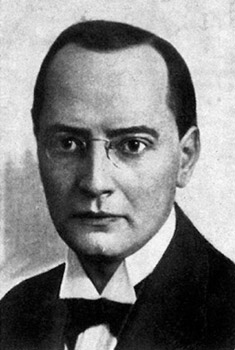
Retrato de Walter Senner.

Walter Serner, (* 15 de enero de 1889 - 1942) fue un escritor y ensayista alemán. 
Su manifiesto Letzte Lockerung (Ultima relajación) (1919 segunda parte en 1927), también conocido como Manual para embaucadores (o aquellos que quieran llegar a serlo) fue un importante texto del dadaísmo. Su novela más popular en Alemania es Die Tigerin. Eine absonderliche Liebesgechichte (La tigresa. Una extraña historia de amor), publicada en 1925. Escribió además narraciones eróticas y criminales.

## Vida y obra
Walter Serner nació en el seno de una familia judía bajo el nombre de Walter Eduard Seligman en Karlsbad, Bohemia (entonces parte del imperio austro-húngaro, hoy día en Chequia). En 1913 empezó a estudiar Derecho en Viena. A raíz del inicio de la Primera Guerra Mundial, escapó a Suiza en 1914 y participó, junto a Tristan Tzara y otros en actividades dadá en Zúrich, Ginebra y París hasta 1920. Durante la guerra fue editor de las revistas vanguardistas Sirius y Zeltweg, y colaboró con Die Aktion. En 1921 Serner permaneció algunos meses en Italia con el artista Christian Schad. A inicios de 1923 empezó un periplo que lo llevó a vivir en varias ciudades europeas, como Barcelona, Berna, Viena, Karlsbad y Praga. 
Por la época de la publicación del Manual, la censura nacionalsocialista en Alemania empezó a ejercer cada vez más y más presión con el fin de prohibir los textos de Serner. En octubre de 1928, Serner escribió desde Suiza a su amigo Schad:
"Ya sé, mi querido, que usted desea lo mejor para mí. Pero aquí me odian tanto, se trabaja tanto en mi contra, que ya todo me empieza a parecer asqueroso. Y como no soy hombre de agachar la cabeza, creo que me voy a retirar pronto. Por fortuna soy de naturaleza feliz. Por estos días duermo largamente y bien, y fumo incontables cigarrillos…"
Luego desapareció. Se sabe actualmente que se fue a vivir a Praga con su compañera Dorothea Herz. Ambos intentaron abandonar Europa en 1939 y 1940 con dirección a Shanghái, pero sus intentos fracasaron. En 1942 Serner y su esposa fueron deportados al campo de concentración de Theresienstadt, donde murieron en fecha desconocida.

## Traducciones al español
- Manual para embaucadores (o aquellos que quieran llegar a serlo). Trad. Luisa Gutiérrez Ruiz. Santander, El desvelo, 2011. ISBN 978-84-938663-2-7
- La tigresa, una extraña historia de amor. Trad. Luisina Rüedi. Barcelona, Libros de la vorágine, 2017.

- Datos: Q646146
- Multimedia: Walter Serner / Q646146